# Avenida Ricardo Balbín
La avenida Dr. Ricardo Balbín es una de las principales arterias viales del barrio de Saavedra en la ciudad de Buenos Aires, Argentina.
Su nombre homenajea a Ricardo Balbín quien fue un político y abogado argentino, siendo una de las figuras más notables del partido político Unión Cívica Radical (UCR).
Hasta el año 1991 la Avenida Ricardo Balbín se llamaba Avenida del Tejar en conmemoración de la batalla librada en territorio boliviano el 19 de febrero de 1815 en la cual se dice que el General Necochea fue el único que se salvó de ser prisionero.

## Recorrido
La Avenida nace en el barrio de Belgrano en una esquina de la Calle Olazabal.
Con doble mano, atraviesa el barrio de Coghlan, desde la Calle Núñez entra a Saavedra.
Cruza las vías del Ferrocarril Mitre a la altura de la Estación Luis María Saavedra a través del Paso Bajo Nivel inaugurado el 2 de agosto de 2018 que rinde homenaje a Roberto Goyeneche y a José María Gatica. 
Su continuación es la Avenida Mitre en el Partido de Vicente López.

## Historia
En 1640 Juan de Garay estableció los límites urbanos de la Ciudad de Buenos Aires: al Este la barranca del Río de la Plata (Av. Paseo Colon - Av. Alem), al oeste las actuales calles Salta y Libertad, al Sur la actual Avenida Independencia y al norte la calle Viamonte. Garay también repartió las tierras más allá del ejido tanto al norte como al sur del nuevo centro urbano. Hacia el sur el reparto abarcó desde el Riachuelo hasta la zona de Ensenada y Magdalena, mientras que hacia el norte, la distribución comenzó desde la actual Plaza San Martín (Retiro) hasta lo que es hoy el Partido de San Fernando. Entre cada chacra (de una legua de largo) debía correr un camino, así como también por su frente y fondo. Hacia el norte, el camino del fondo lo constituían las actuales avenidas Constituyentes y Fondo de la Legua, mientras que el camino del frente, denominado "Camino de Santa Fe" o "Camino del Bajo" lo conformaban sucesivamente las actuales avenidas Libertador, Las Heras, Santa Fe, Luis María Campos y nuevamente Libertador, siempre discurriendo al pie de la barranca, elevándose sobre ésta tras pasar el Partido de Vicente López. 
Sin embargo, como el "Camino del Bajo" no era muy bueno y el del "Fondo de la Legua" estaba muy lejos de la costa, los Carreteros y jinetes hicieron un atajo conocido con diversos nombres: “Camino del Tejar”, “Camino de las Lomas” o “Camino del Medio”. Dicho camino era una prolongación de la calle denominada Santa Fe (hoy Avenida Santa Fe y parte de la Avenida Cabildo) hasta su intersección con la actual calle La Pampa, donde el camino torcía hacia el Oeste y luego retomaba hacia el norte por lo que son actualmente las Avenidas Balbín, Bartolomé Mitre, Coronel Uzal, Fleming y Andrés Rolón, llegando a lo que es actualmente el Partido de San Fernando. Posteriormente, el Virreinato decide trazar el "Camino del Norte" o "Nuevo Camino del Alto", como una continuación de la calle Santa Fe hacia San Fernando conformando lo que actualmente son las Avenidas Santa Fe, Cabildo, Maipú, Santa Fe, Centenario y Presidente Perón. Sin embargo, tardará muchos años en generarse este nuevo camino ya que para mediados del siglo XIX, la actual avenida Cabildo se perdía unos cientos de metros más allá de la calle La Pampa.
Mientras tanto, incluso antes de la fundación del pueblo de Belgrano (1855) funcionó en la esquina de Cabildo y La Pampa (hoy Banco HSBC) una pulpería llamada "La Blanqueada" (por sus paredes blancas) que surgió junto a un caserío que se formó en la zona. Su ubicación era estratégica ya que antiguamente las carretas partían, temprano a la mañana, desde Plaza Lorea (actual Plaza del Congreso) tanto hacia el Oeste como hacia el Norte. Al mediodía estas carretas solían detener su viaje para que tanto los bueyes como sus troperos pudiesen descansar. Hacia el Oeste, las carretas llegaban al mediodía a la Plaza Pueyrredón, en Flores, en tanto que, las que iban hacia el Norte hacían lo mismo en la pulpería La Blanqueada, por hallarse ambas a nueve kilómetros de la Plaza Lorea. La Blanqueada sobrevivió allí hasta 1919. 
En 1855, debido al crecimiento que experimentaba la población se decide fundar un nuevo pueblo a mitad de camino entre Buenos Aires y San Isidro, en una zona denominada La Calera. Este pueblo será el de Belgrano, cuyo perímetro queda establecido por las actuales calles 11 de Septiembre, La Pampa, Cramer y Monroe. Al delinearse el nuevo pueblo la Avenida del Tejar (luego Av. Ricardo Balbín) queda aislada, comenzando a tomar relevancia la Avenida Cabildo, conocida por aquel entonces como la Avenida 25 de Mayo.

## Medios de transporte que pasan por la avenida

### Tren
La Estación Saavedra de trenes atraviesa la avenida. Dicha estación corresponde a la línea Mitre de la empresa Trenes Argentinos.

### Colectivos
Sobre la avenida circulan numerosas líneas de colectivos que recorren parte o la totalidad de la misma.
Algunas líneas de colectivos que circulan por la avenida:19, 29, 41, 67 (Toda su longitud), 71, 76, 93, 110 y 130
Ver recuadro principal para más detalles

## Cruces importantes y lugares de referencia
A continuación, se presentan las principales intersecciones de esta avenida.
| STRq | TEEa | STRq |  |

| STRq | RMKRZ | RMq |  |

|  | RM |

| STRq | RMKRZ | STRq |  |

|  | RM |

| CONTgq | RMKRZ | STRq |  |

| STRq | RMKRZ | CONTfq |  |

| BAHN | SKRZ-Gu |  |  |

| RMq | RMKRZ | RMq |  |

|  | RM |

|  | RM | STR |  |

| RMq | RMq + RMl | MWNODE | RMq |

|  |  | RM | lNAT |

|  | RMq | RMIco | RMq |

|  |  | RM |

|  |  | RM |

## Galería de imágenes

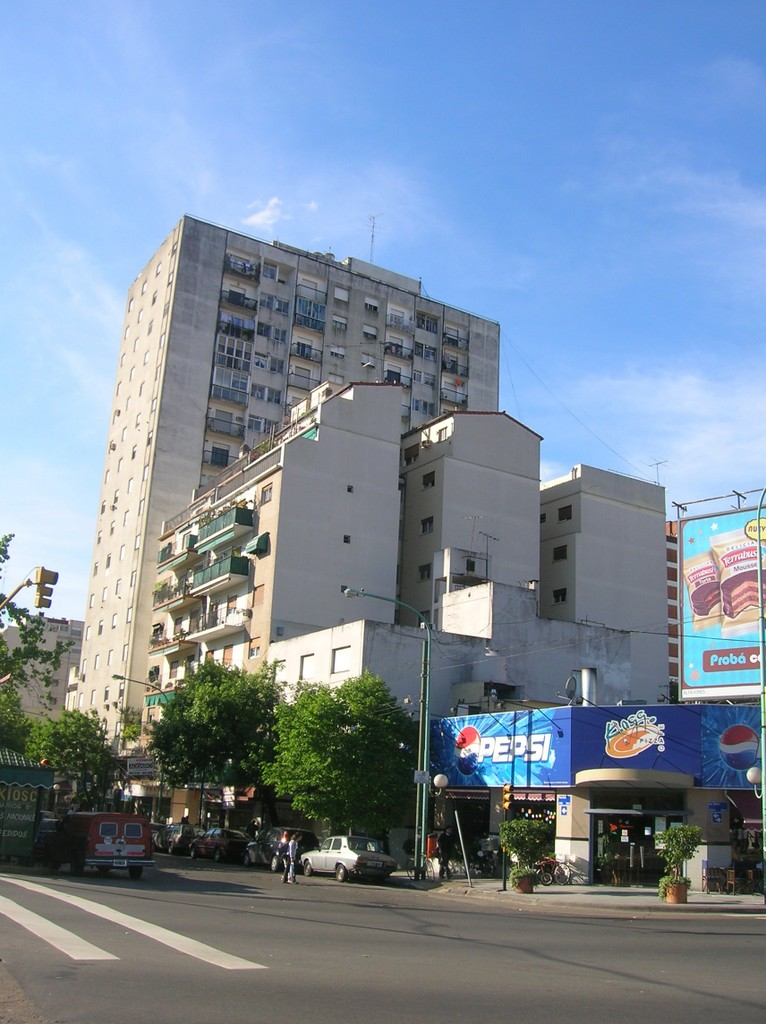
Vista de la esquina de la Avenida Ricardo Balbín con la calle Plaza, esquina donde se encuentra la Estación Saavedra (la imagen está sacada desde la caseta del guardabarrera.)

- Datos: Q5714031
- Multimedia: Avenida Ricardo Balbín / Q5714031